# Yurisel Laborde
Yurisel Laborde Duanes (ur. 18 sierpnia 1979) – kubańska judoczka. Brązowa medalistka olimpijska z Aten 2004, w wadze półciężkiej.
Mistrzyni świata w 2005 i 2007, druga w 2001 i 2003. Zdobyła trzy medale w drużynie. Startowała w Pucharze Świata w latach 1998 i 2001-2008. Srebrna medalistka igrzysk panamerykańskich w 2003 i 2007. Triumfatorka igrzysk Ameryki Środkowej i Karaibów w 2006. Zdobyła pięć medali na mistrzostwach panamerykańskich w latach 2001 - 2008.

## Letnie Igrzyska Olimpijskie 2004
| Konkurencja | Eliminacje         | Eliminacje      | Repasaże               | Repasaże            | Finały                | Klas. końcowa |
| Konkurencja | Przeciwnik I       | 1/4             | Przeciwnik I           | Przeciwnik II       | Finał                 | Miejsce       |
| ----------- | ------------------ | --------------- | ---------------------- | ------------------- | --------------------- | ------------- |
| 78 kg       | Uta Kühnen (GER) Z | Liu Xia (CHN) P | Wiera Moskaluk (RUS) Z | Lee So-yeon (KOR) Z | Céline Lebrun (FRA) Z | 3.            |